# بوئین‌زهرا
بوئین‌زَهرا شهری در بخش مرکزی شهرستان بویین‌زهرا استان قزوین ایران است. این شهر در جنوب دشت قزوین و در ۵۰ کیلومتری مرکز استان واقع شده است.
بوئین‌زهرا در کنار جاده ۳۸ (تهران - تاکستان) قرار گرفته است.

## تاریخچه
در فرهنگ جغرافیایی ایران نوشته حسینعلی رزم آرا که در دهه ۳۰ شمسی تألیف شده است دربارهٔ این منطقه اینگونه آمده است که نشان‌دهنده وضعیت این شهر در آن دوران است:بوئین، قصبه‌ای مرکز بخش بوئین تابع شهرستان قزوین است. در ۵۴ کیلومتری جنوب قزوین - در جلگه و دارای آب‌وهوای معتدل - دارای ۲۲۳۵ سکنه شیعه مذهب و ترکی زبان - دارای آب از قنات و رودخانه حاجی عرب - محصولات غلات، چغندر قند و سیب‌زمینی - شغل مردم زراعت و گلیم و جاجیم بافی - دارای راه ماشین رو - ادارات بخشداری، دسته ژاندارمری، بهداری و فرهنگ در این قصبه فعال می‌باشند.

## وجه تسمیه
بویین‌زهرا از ترکیب واژگان «بو» (چشمه) «یین» (خدا) «زر و بعدها زرا و زهرا» (مقدس) به معنی «چشمهٔ خدای مقدس» تشکیل یافته و مربوط به ایزدبانوی آناهیتا بوده که معبدی در این منطقه به نام «ناهید» (و بعدها خاتون، بی‌بی، دختر) وجود داشته است.

## مشخصات جغرافیایی

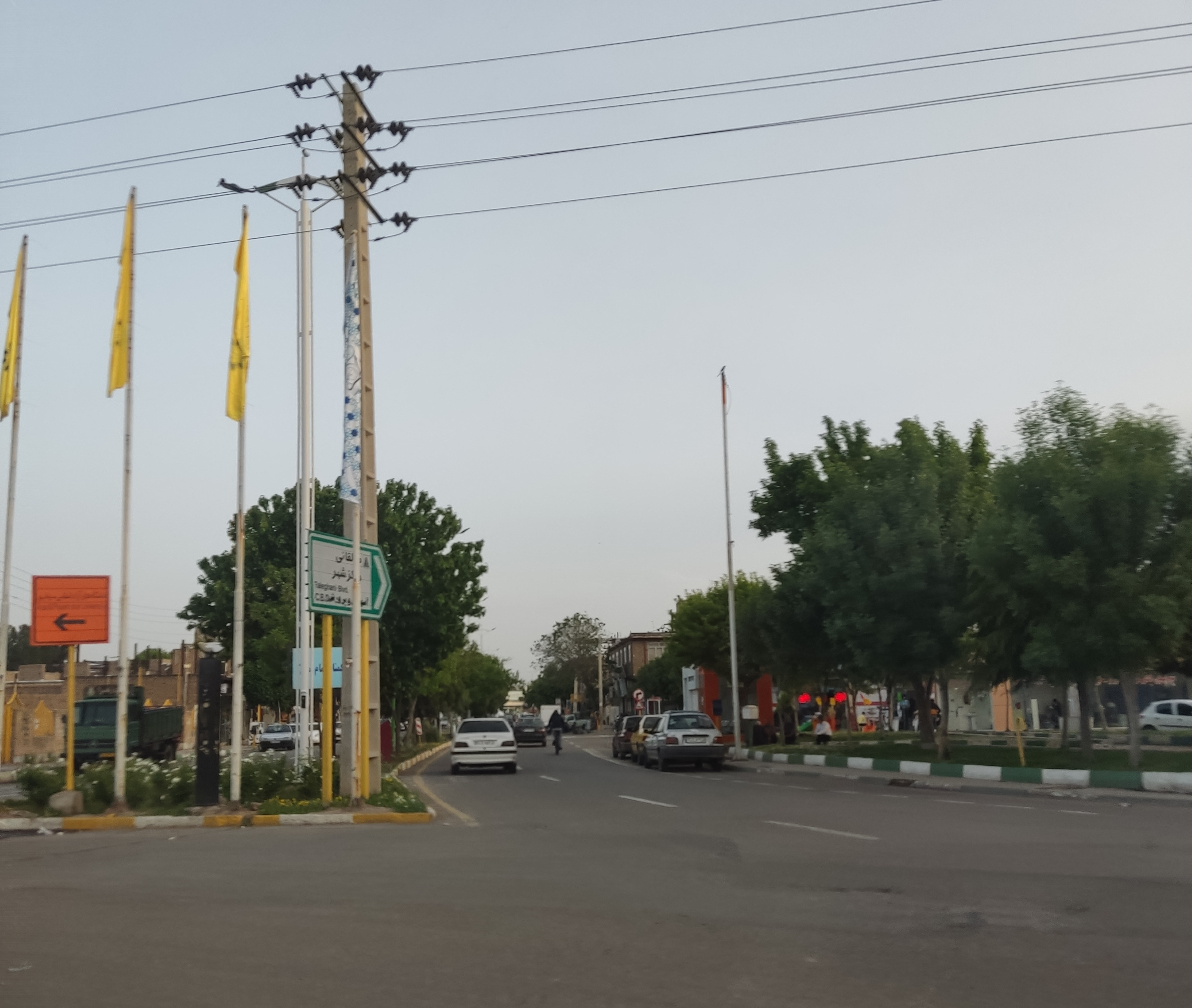
مرکز شهر بوئین زهرا

شهر بویین زهرا از نظر جغرافیایی در ۵۰ درجه و ۴ دقیقه درازای خاوری و ۳۵ درجه و ۴۶ دقیقه پهنای شمالی و در ارتفاع ۱۲۱۰ متری از سطح دریا قرار دارد. آب و هوای این منطقه؛ معتدل مایل به گرم و خشک است.

## مردم
مردم بومی و ساکنان اصلی شهر بوئین‌زهرا به زبان ترکی آذربایجانی با گویش قزوینی سخن می‌گویند.

## اقتصاد
شهرستان بوئین زهرا دارای زمین‌های کشاورزی و باغات بسیاری می‌باشد. از مهم‌ترین محصولات زراعی آن می‌توان به پسته، بادام، گردو، جو و گندم، چغندر قند، میوه‌های سردرختی و نهال که در روستای امیرآباد نو کشت می‌شود نام برد. این شهرستان داری ۴ شهرک صنعتی فعال و نیمه از جمله آراسنج، دانسفهان، شال و سگزآباد می‌باشد. هم چنین این شهرستان دارای مجتمع‌های بزرگ صنعتی مانند شرکت آپاداناسرام (تولید کاشی و سرامیک)، آرین فولاد (تولید مقطعات فلزی و آهن)، پاکنام (بهداشتی و شوینده) و … می‌باشد. متأسفانه در سال‌های اخیر به دلیل عدم توجه مسئولین به تولید ملی، برخی کارخانجات و شهرک‌ها در حالت تعطیل یا نیمه تعطیل به سر می‌برند.  همچنین شهرستان بوئین زهرا دارای بزرگ‌ترین جمعیت دامی (گاو، گوسفند و بز) در استان قزوین و واحدهای بزرگ پرورش مرغ (سیمرغ، آرزوی بهار، دشت ارم و …) و بیش از پنجاه واحد بزرگ و کوچک و پرورش گاو (شیری و پرواری) است.

## گردشگری
از مکان‌های دیدنی بوئین زهرا می‌توان به کاروانسرای شاه عباسی روستای حجیب، کاروانسرای شاه عباسی محمدآباد، بوستان امام علی (آقا امام)، پل شاه عباسی ولد آباد، کاروانسرای محمدآباد، تپه قبرستان قره تپه و خانه صمدی‌ها اشاره کرد.

## ترابری
- جاده ۳۸ (تهران - تاکستان)
- جاده ۴۹ (بوئین زهرا-ساوه)
- جاده بوئین زهرا - قزوین